# Paavo A. Viding
Paavo Alexander Viding, född 7 mars 1899 i Jäskis, död 17 augusti 1965 i Helsingfors, var en finländsk företagsledare.
Viding blev agronom 1924, var ombudsman för lantbrukssällskapens centralorganisation, Suomen maatalousseurojen keskusliitto 1946–1949 och koncernchef för SOK 1949–1965. Han var även politiskt verksam inom Agrarförbundet och biträdande lantbruksminister och inrikesminister i Mauno Pekkalas regering 1946–1948. Han tilldelades bergsråds titel 1954.